# Jade Goody
Jade Cerisa Lorraine Goody (Londra, 5 giugno 1981 – Essex, 22 marzo 2009) è stata un personaggio televisivo britannico.

## Biografia
Jade nacque da due genitori molto giovani. Il padre era tossicodipendente e morì di overdose quando lei era ancora una bambina. Divenne famosa in Gran Bretagna grazie alla partecipazione alla terza edizione (2002) del Big Brother (versione locale del Grande Fratello), dove si fece notare per gravi lacune culturali (ad esempio, credeva che Cambridge si trovasse a Londra) e alcuni comportamenti scorretti (durante il programma si presentò nuda e visibilmente ubriaca). Nonostante questi avvenimenti, che le valsero molte critiche, conquistò una buona posizione nel programma, arrivando in finale e classificandosi quarta.
Negli anni successivi apparve in molte riviste e trasmissioni televisive. Nel 2005 lanciò un profumo, che ottenne un grande successo. Nel 2007 Jade partecipò, assieme a sua madre, al Celebrity Big Brother, il Grande Fratello VIP inglese, venendo eliminata per aver rivolto insulti razzisti a un'altra concorrente, Shilpa Shetty, attrice di Bollywood, con circa l'82% dei voti. Malgrado l'eliminazione e le dichiarazioni del pubblico, il pessimo comportamento di Jade suscitò l'indignazione dell'India e manifestazioni di protesta si verificarono nel paese asiatico. L'incidente diplomatico tra Regno Unito ed India fece parlare di sé in tutto il mondo, con conseguente imbarazzo per Londra. Perfino il suo profumo ne pagò le conseguenze: ritirato dagli scaffali, vi ritornò solo un anno dopo.
Nel frattempo Jade aveva già avvertito i primi sintomi (tra cui continue emorragie) del male che avrebbe segnato il resto della sua vita. In segno di scusa per il suo comportamento nei confronti di Shilpa Shetty, nel 2008 partecipò al Bigg Boss, l'adattamento indiano del Grande Fratello condotto dalla stessa Shilpa Shetty, ma fu costretta a ritirarsi poiché le comunicarono che le era stato diagnosticato un tumore alla cervice uterina. La chemioterapia intrapresa nella speranza di guarire la rese calva, ma fu inutile: nel 2009 le venne comunicato che il tumore era degenerato in metastasi e che ormai aveva raggiunto lo stadio terminale.
Al corrente del fatto che ormai le restavano poche settimane di vita, il 22 febbraio sposò il suo fidanzato Jack Tweed: il suo abito da sposa, donatole da Mohamed Al-Fayed, era dotato di tasche dove tenere i medicinali di cui aveva bisogno per contenere gli effetti della malattia. Jade trasformò in un reality show i suoi ultimi giorni di vita. Con gli introiti voleva realizzare un desiderio: dare un futuro dignitoso alla sua famiglia e soprattutto ai suoi due figli. Aveva guadagnato circa 3 milioni di sterline. Oltre il 95% dei suoi connazionali condivise le sue scelte, in risposta a chi l'aveva accusata di mercificare la sua imminente morte.
A seguito dell'interesse dell'opinione pubblica per il caso di Jade Goody, le autorità sanitarie britanniche registrarono un aumento sensibile delle richieste di screening oncologico del tumore al collo uterino, soprattutto da parte di giovani e giovanissime. Come conseguenza di ciò, il 13 marzo il National Health Service dell'Inghilterra dichiarò che avrebbe rivisto la norma che non ammette lo screening oncologico gratuito per le donne minori di anni 25 (20 nel resto del Regno). Appresa la notizia, lo stesso giorno la Goody rilasciò un'intervista nella quale raccontò di sentirsi immensamente fiera di aver contribuito in tal senso. Jade Goody è morta durante la notte tra il 21 e il 22 marzo, poche ore dopo la mezzanotte. I familiari hanno chiesto ai media di rispettare la loro privacy. Il premier Gordon Brown ha espresso le sue condoglianze e l'ha definita una donna coraggiosa. Messaggi di cordoglio sono giunti anche dal leader conservatore David Cameron. I funerali sono stati celebrati il 4 aprile successivo.